# Teološka fakulteta v izseljenstvu
Teološka fakulteta v izseljenstvu je del Teološke fakultete Univerze v Ljubljani, ki je v tujini (Italiji in Argentini) samostojno delovala med letoma 1945 in 1959.
Tako sta istočasno obstajali dve ljubljanski teološki fakulteti: ena v Ljubljani in ena v izseljenstvu.

## Zgodovina
Potem ko se je večina bogoslovcev in študentov TEOF ter del predavateljev maja 1945 umaknila na avstrijsko Koroško, so Britanci vrnili v Slovenijo 40 bogoslovcev, ki so bili ubiti v povojnih pobojih. Preostala polovica bogoslovcev, študenti in predavatelji so bili nato poslani v begunsko taborišče v Monigu pri Trbižu, nato pa so v benediktinskemu samostanu v Praglii 1. junija 1945 pričeli s predavanjim in semeniškim življenjem. Kongregacija za semenišča in univerze je priznala to komuniteto kot ljubljansko teološko fakulteto in semenišče; za dekana je bil imenovan Alojzij Odar.
Profesorski zbor so novembra 1945 sestavljali: trije redni profesorji (Alojzij Odar, Jože Turk in Matija Slavič), dva izredna profesorja (Ivan Ahčin in Ignacij Lenček), en docent (Janez Vodopivec) in trije honorarni predavatelji (Janez Kraljič, Karel Truhlar in Ludvik Čepon).
Zaradi premajhnih prostorov se je fakulteta 11. septembra 1946 preselila v prostore Bogoslovnega semenišča Briksen, kjer se jim je pridružilo še 12 novih bogoslovcev. Kljub preselitvi pa tudi novi prostori niso bili zadostni, tako da je Odar februarja 1947 sporočil kongregaciji, da se bo fakulteta s privolitvijo ljubljanskega škofa Gregorija Rožmana preselila v Argentino. Septembra istega leta je polovica bogoslovcev zapustila Briksen in se z ladjo opravila v Argentino, kamor so prispeli konec januarja 1948; naselilo so se v San Luisu. Druga polovica bogoslovcev pa je v Briksnu ostala še en semester in je v Buenos Aires prispela šele konec marca 1948. V Argentini je fakulteta (s semeniščem) leta 1948 imela 29 slovenskim in 4 argentinske bogoslovce, medtem ko so profesorski zbor sestavljali: Odar, Ahčin, Lenček, Franc Gnidovec, Filip Žakelj, Alojzij Košmerlj in Jože Košiček.
V San Luisu so ostali do avgusta 1951, ko so se preselili v Androgué, predmestje Buenos Airesa. Po preselitvi je rektor semenišča postal Franc Gnidovec, medtem ko je fakulteto še vedno vodil Odar. Slednji pa je umrl 20. maja 1953, nakar ga je zamenjal Ignacij Lenček. Decembra 1959 je kongregacija sporočila, da šteje izseljensko fakulteto za ukinjeno, tudi zaradi dejstva, da je ljubljanska fakulteta v tem času že nekaj časa redno delovala.
Teološka fakulteta v izseljenstvu je bila tako ukinjena 19. decembra 1959, nakar so nekateri bogoslovci nadaljevali s študijem v Argentini, medtem ko so drugi nadaljevali študij v Rimu; slednji pod okriljem Slovenika, ki je bil ustanovljen 22. novembra 1960.
V času obstoja (14 let) je fakulteta, ki ni nikoli bila uradno ustanovljena in posledično ukinjena, izdala 65 veljavnih diplom in podelila 9 veljavnih doktorskih naslovov.